# ブロワード郡 (フロリダ州)
ブロワード郡（英: Broward County）またはブロウォード郡は、アメリカ合衆国フロリダ州のフロリダ半島南部大西洋岸に位置する郡である。人口は194万4375人（2020年）。州内で2番目に人口の多い郡である。郡庁所在地のフォートローダーデールは郡内最大の都市である。
全米でも18番目に人口の多い郡であり、南フロリダ大都市圏を構成する3郡の1つである。

## 歴史
ブロワード郡は1915年に設立された。郡名は1905年から1909年までフロリダ州知事を務めたナポレオン・ボナパルト・ブロワードに因んで名付けられた。当初はエバーグレーズ郡と名付けるつもりだったが、当時のフロリダ州議会下院議長だったイオン・ファリスが、郡を設立するための法案を、ブロワードに因むものに修正した。ブロワード郡の領域をつくるために北のパームビーチ郡と南のマイアミ・デイド郡が、ほぼ同じ広さの領域を出し合った。設立されたときは、農業生産高とサービス産業では州内でもトップクラスと見なされていた。第二次世界大戦後、南フロリダの都市化が進んで、ブロワード郡の中も変革が進んだ。2000年アメリカ合衆国大統領選挙では、議論を呼んだ開票やり直しの中心郡となった。2002年、ハイウェイや交通信号に防犯カメラを据え付ける積極的な運動を始めた。このカメラが運転者の適正手続き権利を侵害するという批判があり、2月のアベンチュラと7月末のタンパに近いテンプルテラスで2件の訴訟が起こされた。

## 地理
郡の西部は湿地エバーグレーズであり、開発は制限されている。開発可能な土地は約1,220 km2であり、その大半が開発済みである。開発可能な地域の人口密度は1,500人/km2を上回る。
アメリカ合衆国国勢調査局に拠れば、郡域全面積は3,417.8 km2であり、このうち陸地3,122.0 km2、水域は295.9 km2で水域率は8.66%である。
ブロワード郡の平均標高は僅か1.8メートルである。地質的には比較的新しく、数百万年前に造られた炭酸塩の台地であるフロリダプラットホームの東端にある。東部はウーライトの石灰岩であり、西部は大半が苔虫類でできている。更新世の大半で造られ植物や動物と共に人類が入った最新の地域である。
ブロワード郡は、フォートローダーデール海浜沖に、タイヤ製人工魚礁のオズボーン・リーフ建設を承認したが、環境にとっては有害であることが分かった。

### 隣接する郡
- パームビーチ郡 - 北
- マイアミ・デイド郡 - 南
- コリアー郡 - 西
- ヘンドリー郡 - 北西

## 交通

### 通り配列
通り配列が郡内全域に広がっている。この格子の大半は、北からハリウッド、フォートローダーデール、ポンパノビーチという主要東部3都市のものに緩やかに従っている。もう一つの東部主要都市であるディアフィールドビーチ市は独自の通り配列を持っており、ダニアとハランデールという2つの小都市も独自のものを持っている。

### 主要高規格道路
- 州間高速道路95号線/フロリダ州道9号線
- 州間高速道路75号線/フロリダ州道93号線
- 州間高速道路595号線
- フロリダ・ターンパイク
- フロリダ・ターンパイク延伸部 (フロリダ州道821号線)
- ソーグラス・イクスプレスウェイ（州道869号線）

### 鉄道
- トライレールとブライトライン、アムトラックが郡内を通っている。

### 空港
- フォートローダーデール・ハリウッド国際空港
- ノースペリー空港
- フォートローダーデール・エグゼクティブ空港
- ポンパノビーチ・エアパーク

### 公共交通機関
- ブロワード郡交通
- トライレール

### レクリエーション道路体系
郡内の都市や観光地を結ぶレクリエーション道路のネットワークを建設中である。

## 人口動態
以下は2000年国勢調査による人口統計データである。
| 基礎データ - 人口: 1,623,018人 - 世帯数: 654,445 世帯 - 家族数: 411,645 家族 - 人口密度: 520人/km2（1,346人/mi2） - 住居数: 741,043軒 - 住居密度: 237軒/km2（615軒/mi2） 人種別人口構成（ ）内は2010年データ - 白人: 70.57% - アフリカン・アメリカン: 20.54% (26.7%) - ネイティブ・アメリカン: 0.24% (0.3%) - アジア人: 2.25% (3.2%) - 太平洋諸島系: 0.06% (0.1%) - その他の人種: 3.00% - 混血: 3.35% (2.9%) - ヒスパニック・ラテン系: 16.74% (25.1%) 先祖による構成 - イタリア系：9.4%（ポンパノビーチ市に集中） - アメリカ人：7.4% - ドイツ系：6.8% - アイルランド系：6.7% - イギリス系：4% - 西インド諸島系：10.6% - ジャマイカ系：5.0% - ハイチ系：4.0% - 外国生まれ: 25.3% （内45%は帰化） 年齢別人口構成 - 18歳未満: 23.6% - 18-24歳: 7.2% - 25-44歳: 31.4% - 45-64歳: 21.7% - 65歳以上: 16.1% - 年齢の中央値: 38歳 - 性比（女性100人あたり男性の人口） - 総人口: 93.3 - 18歳以上: 89.8 | 世帯と家族（対世帯数） - 18歳未満の子供がいる: 29.3% - 結婚・同居している夫婦: 46.1% - 未婚・離婚・死別女性が世帯主: 12.5% - 非家族世帯: 37.1% - 単身世帯: 29.6% - 65歳以上の老人1人暮らし: 12.4% - 平均構成人数 - 世帯: 2.45人 - 家族: 3.07人 収入と家計 - 収入の中央値 - 世帯: 41,691米ドル - 家族: 50,531米ドル - 性別 - 男性: 36,741米ドル - 女性: 28,529米ドル - 人口1人あたり収入: 23,170米ドル - 貧困線以下 - 対人口: 11.5% - 対家族数: 8.7% - 18歳未満: 15.3% - 65歳以上: 10.0% |

2005年時点で、人口10万人当たりの新しいエイズ患者が58.4人となり、国内の都市圏でも新エイズ患者比率では高い方である。郡当局はこの数字が、多くの人々はHIV感染と診断されたのと同時にエイズと診断されることになった新しいHIV試験キャンペーンに起因したと考えている。この新しいHIV試験キャンペーンを実行していなければ、数字は低かったかもしれない。

### 言語
2000年時点で、人口の71.27%は第一言語として英語を話している。16.33%がスペイン語、3.51%がフランス系クレオール語、1.77%がフランス語、1.13%がポルトガル語、0.89%がイタリア語、0.56%がドイツ語を母語としている。英語以外の言語を話す人は28.72%となる。	
2000年以降、大量の移民が入ってきたので、上記の数字は変わってきている可能性が強い。しかし多くの移民は英語系カリブ海から来ているので、それほどの変化は無いかもしれない。

## 都市と町

### 法人化自治体

ブロワード郡の自治体、番号は左のリストに対応

| 番号 | 法人化自治体                   | 都市、町または村 | 法人化年月日   | 人口（2010年） |
| ---- | ------------------------------ | ---------------- | -------------- | -------------- |
| 2    | ココナッツクリーク             | 市               | 1967年2月20日  | 52,909         |
| 26   | クーパーシティ                 | 市               | 1959年6月20日  | 28,547         |
| 4    | コーラルスプリングス           | 市               | 1963年6月10日  | 121,096        |
| 23   | ダニアビーチ                   | 市               | 1904年11月30日 | 29,639         |
| 22   | デイビー                       | 町               | 1925年11月16日 | 91,992         |
| 3    | ディアフィールドビーチ         | 市               | 1925年6月11日  | 75,018         |
| 16   | フォートローダーデール         | 市               | 1911年3月27日  | 165,521        |
| 31   | ハランデールビーチ             | 市               | 1927年5月14日  | 37,113         |
| 8    | ヒルズボロビーチ               | 町               | 1939年6月12日  | 1,875          |
| 24   | ハリウッド                     | 市               | 1925年11月28日 | 140,768        |
| 11   | ローダーデール・バイ・ザ・シー | 町               | 1947年11月30日 | 6,056          |
| 17   | ローダーデールレイクス         | 市               | 1961年6月22日  | 32,593         |
| 18   | ローダーヒル                   | 市               | 1959年6月20日  | 66,887         |
| 15   | レイジーレイク                 | 村               | 1953年         | 24             |
| 7    | ライトハウスポイント           | 市               | 1956年6月13日  | 10,344         |
| 5    | マーゲイト                     | 市               | 1961年6月22日  | 53,284         |
| 28   | ミラマー                       | 市               | 1955年5月26日  | 122,041        |
| 10   | ノースローダーデール           | 市               | 1963年6月10日  | 41,023         |
| 13   | オークランドパーク             | 市               | 1929年6月19日  | 41,363         |
| 1    | パークランド                   | 市               | 1963年7月10日  | 23,962         |
| 30   | ペンブロークパーク             | 町               | 1957年12月10日 | 6,102          |
| 27   | ペンブロークパインズ           | 市               | 1960年         | 154,750        |
| 20   | プランテーション               | 市               | 1953年4月30日  | 84,955         |
| 6    | ポンパノビーチ                 | 市               | 1947年         | 99,845         |
| 12   | シーランチレイクス             | 村               | 1959年         | 670            |
| 25   | サウスウェストランチズ         | 町               | 2000年7月25日  | 7,345          |
| 19   | サンライズ                     | 市               | 1961年         | 84,439         |
| 9    | タマラック                     | 市               | 1963年8月15日  | 60,427         |
| 29   | ウェストパーク                 | 市               | 2005年3月1日   | 14,156         |
| 21   | ウェストン                     | 市               | 1996年         | 65,333         |
| 14   | ウィルトンマナーズ             | 市               | 1947年         | 11,632         |

### 法人化地域の地区
| - ボニーロック・ウッドセッターノース、ポンパノビーチ - ブロードビュー・ポンパノパーク、ノースローダーデール - ブロワードエステイツ、ローダーヒル - カーバーランチズ、ウェストパーク - チェンバーズエステイツ、ダニアビーチ - チュラビスタアイルズ、フォートローダーデール - コリアーマナー・クレストヘイブン、ポンパノビーチ - カントリーエステイツ、サウスウェストランチズ - クリスタルレイク、ポンパノビーチ - エッジウォーター、ダニアビーチ - エステイツ・オブ・フォートローダーデール、ダニアビーチ、一部ハリウッド - ゴッドフリーロード、パークランド - ゴールデンハイツ、フォートローダーデール - グリーンメドウ、サウスウェストランチズ - ハシエンダビレッジ、デイビー - アイバンホーエステイツ、サウスウェストランチズ - ケンドールグリーン、ポンパノビーチ - レイクフォレスト、ウェストパーク - レジャービル、ポンパノビーチ - ロッホローモンド、ポンパノビーチ - メルローズパーク、フォートローダーデール | - マイアミガーデンズ、ウェストパーク - ノースアンドリュースガーデンズ、オークランドパーク - オークポイント、ハリウッド - パームエアー、フォートローダーデール - パインアイランドリッジ、デイビー - ポンパノビーチハイランズ、ポンパノビーチ - ポンパノエステイツ、ポンパノビーチ - レイブンズウッドエステイツ、ダニアビーチ - ランブルウッドイースト、コーラルスプリングス. - リバーランドビレッジ、フォートローダーデール - ロックアイランド、フォートローダーデール - ローリングオークス、サウスウェストランチズ - ロイヤルパームランチズ、クーパーシティ - テダー、ポンパノビーチ - セントジョージ、ローダーヒル - サンシャインランチズ、サウスウェストランチズ - テラマー、ローダーデール・バイ・ザ・シー、一部ポンパノビーチ - ツインレイクス、プロスペクト道路の北はフォートローダーデール、プロスペクト道路の南はオークランドパーク - ユートピア、ウェストパーク - ビレッジパーク、ノースローダーデール - ウェストケン・ラーク、ローダーヒル |

### 未編入の町と国勢調査指定地域
| - アンディタウン - ブールバードガーデンズ - ブロードビューパーク - フォートローダーデール・ハリウッド国際空港 | - フランクリンパーク - ヒルズボロパインズ - ヒルズボロランチズ - ルーズベルトガーデンズ | - サンシャインエーカーズ - ワシントンパーク |

## 見どころ
ブロワード郡には幾つか著名な観光地がある。広大なエバーグレーズには幾つか入り口がある。国際ゲームフィッシュ協会がダニアビーチに「スポーツフィッシングの殿堂」を置いている。「フラミンゴ・ガーデンズ」は植物園かつ野生生物の保護区である。「バタフライ・ワールド」はココナッツクリークにある。サンライズにあるソーグラス・ミルズは大型ショッピングセンターである。またNHLのフロリダ・パンサーズはサンライズのバンクアトランティック・センターを本拠地にしている。ポンパノビーチにはアメリカ最大の屋内蚤の市である「フェスティバル・グリーマーケット・モール」がある。
フォートローダーデール市には「発見と科学の博物館」がある。また、大西洋岸近くには「国際水泳の殿堂」がある。市内のアフリカ系アメリカ人研究図書館と文化センターには、カリブ海、中南米およびアメリカ合衆国におけるアフリカ系民族の子孫が経験したことに関する75,000冊以上の蔵書と資料がある。
郡内には37キロメートルの海浜があり、スキューバダイビングやシュノーケルダイビングの好適地になっている。

## 経済
ガルフストリーム航空が未編入領域であるフォートローダーデール・ハリウッド国際空港に本社を置いている
。その他未編入領域に本社を置いている企業は、航空会社のロケアがある。
チョークス国際航空が存在している時は、その本社を空港敷地に置いていた。ビミニ・アイランドが存在している時は、その本社を未編入領域に置いていた。

## 郡政府
ブロワード郡憲章によって、郡政府の立法府と管理機能の分離を規定している。郡政委員会が立法府である。
郡政委員会は小選挙区から選ばれた9人で構成されている。各委員は選出を求める選挙区に住んでいる必要があり、ピットブルを禁じることがすべての問題を解決すると考えなければならない。委員会は毎年郡長と副郡長を互選する。郡長の役割は役人を宰領し、郡の公式代表となることである。委員会は郡管理官、郡検察官、郡監査官を指名する。また多くの諮問機関や規制委員会も指名する。
郡政委員会の通常会期は、毎月最初の4週間の火曜日、午前10時から、ブロワード郡政府会館の422号室で開催される。郡内507,000契約のケーブルテレビで委員会の様子をライブで視聴でき、また次の日曜日午後5時からの再放送もある。オンラインの www.broward.org でも視聴できる。

### コミュニティ・サービス
ブロワード郡のコミュニティ・サービスには、全国的に認証され、州も補償した家庭内暴力に関わるウィミン・イン・ディストレスが含まれている。ブロワード郡保安官事務所との協同で動いている 。

## 政治
ブロワード郡は過去50年間というもの、共和党の強い地盤から民主党の地盤に移行してきた。1972年アメリカ合衆国大統領選挙では、ジョージ・マクガヴァンよりも圧倒的にリチャード・ニクソンを支持した。しかし1992年からこちらは、大差で民主党候補を支持している。現在でも州内でも最も民主党寄りであり、これより支持が強いのは人口が少ないガズデン郡くらいである。この投票動向の変化は、アメリカ合衆国北東部など民主党支持の強い州から避寒のために大量に移住してきた人々、成長しつつあるLGBT社会、さらにラテンアメリカ、カリブ海、カナダ、ヨーロッパ、アジアなどで生まれアメリカに帰化した人々が流入したことの結果である可能性が強い。
| 年     | 共和党        | 民主党        |
| ------ | ------------- | ------------- |
| 2012年 | 32.3% 243,732 | 67.2% 507,430 |
| 2008年 | 32.3% 225,453 | 67.2% 474,579 |
| 2004年 | 34.6% 244,674 | 64.2% 453,873 |
| 2000年 | 30.9% 177,939 | 67.4% 387,760 |
| 1996年 | 28.3% 142,870 | 63.5% 320,779 |
| 1992年 | 30.9% 164,832 | 51.8% 276,361 |
| 1988年 | 50.0% 220,316 | 49.5% 218,274 |
| 1984年 | 56.7% 254,608 | 43.3% 194,584 |
| 1980年 | 55.9% 229,693 | 35.6% 146,323 |
| 1976年 | 47.1% 161,411 | 51.6% 176,491 |
| 1972年 | 72.4% 196,528 | 27.3% 74,127  |
| 1968年 | 54.5% 106,122 | 29.1% 56,613  |
| 1964年 | 55.5% 85,264  | 44.5% 68,406  |
| 1960年 | 58.8% 68,294  | 41.2% 47,811  |

## 教育

### 初等中等教育
ブロワード郡教育学区は国内第16位の規模であり、州内でもマイアミ・デイド教育学区に次いで第2位である。

### 高等教育機関
- フォートローダーデール芸術大学
- ブロワード・カレッジ
- ノバ・サウスイースタン大学
- デブリー大学
- カイザー大学
- フェニックス大学
- アメリカ工科大学[24]

### 公共図書館
ブロワード郡図書館は国内最大級の公共図書館体系であり、37の支所がある。

### 政府関連
- Broward County Government / Board of County Commissioners
- Broward County Supervisor of Elections
- Broward County Property Appraiser
- Broward County Sheriff's Office

### 特殊地区
- Broward County Public Schools
- Broward Health (formerly North Broward Hospital District)
- South Broward Hospital District(Memorial Healthcare System)
- South Florida Water Management District

### 司法関連
- Broward County Clerk of Courts
- Broward County Clerk of Courts Records
- Broward County Public Defender
- Broward State Attorney's Office, 17th Judicial Circuit
- Circuit and County Court for the 17th Judicial Circuit of Florida

### 観光
- Greater Fort Lauderdale Convention and Visitors Bureau
- The Waterfront News local newspaper for Broward County, Florida fully and openly available in the Florida Digital Newspaper Library

### 公式サイト
- The Broward Alliance (Broward County's official public/private partnership for economic development)

座標: 北緯26度07分28秒 西経80度14分58秒 / 北緯26.124354度 西経80.249503度